# Oscar Hiljemark
Oscar Karl Niclas Hiljemark, né le 28 juin 1992 à Gislaved en Suède, est un footballeur international suédois. Il joue au poste de milieu de terrain devenu entraîneur.

## Biographie

### Début de carrière
Il a commencé sa carrière au Gislaveds IS, club amateur. Oscar Hiljemark est recruté par l'IF Elfsborg en 2008.

### IF Elfsborg
Il fait sa première apparition le 26 septembre 2010 à l'occasion du déplacement à Brommapojkarna où son entraîneur Magnus Haglund le titularise d'entrée, à tout juste 18 ans (match nul 2-2). Les clubs néerlandais le repèrent, et il est considéré comme un prodige. Au cours de cette saison, il portera à 4 reprises le maillot jaune et noir, chaque fois en tant que titulaire. Pressentant le talent du jeune homme, son club décide de lui faire signer dès février 2011, une prolongation de contrat le liant avec le club de Borås jusqu'à la fin de la saison 2014.

### PSV Eindhoven
Le joueur signe un contrat de 5 ans en faveur du PSV Eindhoven pour 2,2 millions d'euros.Il est déjà souvent titulaire, et joue beaucoup de matches.

### US Palerme
En juillet 2015, il signe un contrat de 4 ans en faveur du club italien.

### Genoa CFC
Le 26 janvier 2017, Oscar Hiljemark est prêté avec obligation d'achat au Genoa CFC.
Le 16 juin 2021, Oscar Hiljemark met un terme à sa carrière de footballeur professionnel, à seulement 28 ans, en raison de problèmes récurrents à la hanche. Il devient alors entraîneur adjoint de Martí Cifuentes (en) à l'Aalborg BK,.

### Carrière internationale
Avec les moins de 19 ans il réalise notamment un doublé le 7 octobre 2010 contre la Russie. Ses deux buts ne permettent toutefois pas à son équipe de s'imposer ce jour-là (4-2 score final).
En février 2011, il est retenu par Håkan Ericson et Tommy Söderberg dans l'équipe de Suède espoirs, et honore sa première sélection face à l'équipe du Portugal espoir. Les Suédois s'inclinent 3 - 1 mais Oscar marque des points auprès de ses sélectionneurs qui le convoque à nouveau un mois plus tard face à l'équipe d'Italie espoir et le nomme capitaine pour sa deuxième sélection, alors qu'il n'a pas 19 ans. Là encore, la Suède est défaite (3-1) mais encore une fois, Hiljemark réalise une belle prestation malgré tout un bon match et est nommé meilleur joueur suédois de la rencontre. Il est donc à nouveau logiquement appelé pour les deux matchs amicaux suivant face à la Norvège espoirs (victoire 4-1) et la Serbie espoirs (victoire 2-1) où il est à chaque fois titulaire.

## Statistiques
| Saison                | Club                  | Championnat           | Championnat | Championnat | Coupe nationale | Coupe nationale | Coupe de la Ligue | Coupe de la Ligue | Supercoupe | Supercoupe | Compétition(s) continentale(s) | Compétition(s) continentale(s) | Compétition(s) continentale(s) | Total | Total |
| Saison                | Club                  | Division              | M.          | B.          | M.              | B.              | M.                | B.                | M.         | B.         | Comp.                          | M.                             | B.                             | M.    | B.    |
| 2010                  | IF Elfsborg           | Allsvenskan           | 4           | 0           | -               | -               | -                 | -                 | -          | -          | -                              | -                              | -                              | 4     | 0     |
| 2011                  | IF Elfsborg           | Allsvenskan           | 29          | 3           | 3               | 0               | -                 | -                 | -          | -          | C3                             | 5                              | 1                              | 37    | 4     |
| 2012                  | IF Elfsborg           | Allsvenskan           | 28          | 2           | 1               | 1               | -                 | -                 | -          | -          | C3                             | 5                              | 1                              | 34    | 4     |
| Sous-total            | Sous-total            | Sous-total            | 61          | 5           | 4               | 1               | -                 | -                 | -          | -          | -                              | 10                             | 2                              | 75    | 8     |
| 2012-2013             | PSV Eindhoven         | Eredivisie            | 11          | 0           | 2               | 0               | -                 | -                 | -          | -          | -                              | -                              | -                              | 13    | 0     |
| 2013-2014             | PSV Eindhoven         | Eredivisie            | 27          | 2           | 2               | 0               | -                 | -                 | -          | -          | C1+C3                          | 2+5                            | 0+0                            | 36    | 2     |
| 2014-2015             | PSV Eindhoven         | Eredivisie            | 11          | 0           | -               | -               | -                 | -                 | -          | -          | C3                             | 5                              | 0                              | 16    | 0     |
| Sous-total            | Sous-total            | Sous-total            | 49          | 2           | 4               | 0               | -                 | -                 | -          | -          | -                              | 12                             | 0                              | 65    | 2     |
| 2015-2016             | US Palerme            | Serie A               | 38          | 4           | 1               | 0               | -                 | -                 | -          | -          | -                              | -                              | -                              | 39    | 4     |
| 2016-2017             | US Palerme            | Serie A               | 15          | 0           | 1               | 0               | -                 | -                 | -          | -          | -                              | -                              | -                              | 16    | 0     |
| Sous-total            | Sous-total            | Sous-total            | 53          | 4           | 2               | 0               | -                 | -                 | -          | -          | -                              | -                              | -                              | 55    | 4     |
| 2016-2017             | Genoa CFC (prêt)      | Serie A               | 14          | 2           | -               | -               | -                 | -                 | -          | -          | -                              | -                              | -                              | 14    | 2     |
| 2017-2018             | Genoa CFC             | Serie A               | 15          | 0           | -               | -               | -                 | -                 | -          | -          | -                              | -                              | -                              | 15    | 0     |
| 2018-2019             | Genoa CFC             | Serie A               | 17          | 1           | 1               | 0               | -                 | -                 | -          | -          | -                              | -                              | -                              | 18    | 1     |
| Sous-total            | Sous-total            | Sous-total            | 46          | 3           | 1               | 0               | -                 | -                 | -          | -          | -                              | -                              | -                              | 47    | 3     |
| 2017-2018             | Panathinaïkos (prêt)  | Superleague           | 16          | 1           | 3               | 1               | -                 | -                 | -          | -          | -                              | -                              | -                              | 19    | 2     |
| Sous-total            | Sous-total            | Sous-total            | 16          | 1           | 3               | 1               | -                 | -                 | -          | -          | -                              | -                              | -                              | 19    | 2     |
| Total sur la carrière | Total sur la carrière | Total sur la carrière | 225         | 15          | 14              | 1               | -                 | -                 | -          | -          | -                              | 22                             | 2                              | 261   | 18    |

## Palmarès
- Championnat de Suède : 2012
- Championnat des Pays-Bas : 2015
- Vainqueur de l'Euro espoirs 2015 avec l'équipe de Suède